# Chovgan

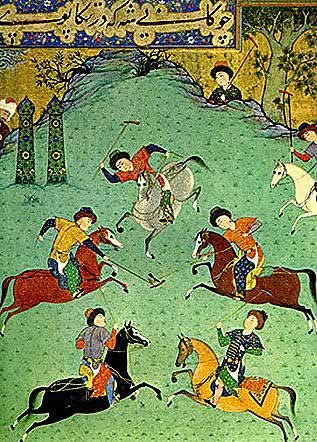
Tranh vẽ về trò Chovgan

Chovgan hoặc Chovken (tiếng Ba Tư cổ: čaukān hay čōkān, tiếng Tân Ba Tư: čōgan hay čōvgan) hay cưỡi ngựa chơi bóng là một trò chơi thể thao đồng đội cưỡi ngựa. Nó được coi là một trò chơi quý tộc và được tổ chức trong một khu vực riêng biệt, trên những con ngựa được huấn luyện đặc biệt. Ngày nay, chovgan được chơi ở Azerbaijan, Iran, Tajikistan và Uzbekistan trong đó, là môn thể thao ăn sâu vào đời sống người dân trên đất nước Azerbaijan. Chovgan đã được UNESCO chính thức công nhận là Di sản văn hóa thế giới phi vật thể năm 2013. Năm 2013, Chovgan là trò cưỡi ngựa Karabakh chơi bóng được đưa vào danh sách Di sản văn hóa phi vật thể của UNESCO cần thiết bảo tồn khẩn cấp. 

## Lịch sử
Trò chơi này được xem là tiền thân của môn Mã cầu (polo). Gốc gác của nó có thể từ giữa thiên niên kỷ đầu tiên và đến nay cũng không có nhiều thay đổi. Dù hầu hết những nguyên tắc chơi cơ bản vẫn giống như môn polo ở những nơi khác, nhưng ở đây người chơi không bao giờ mang mũ bảo hiểm hay yên cương. Vì thế Chovgan là trò chơi của kỹ năng nhưng trên hết đó là lòng dũng cảm. Người chơi cưỡi những con ngựa đực Karabakh nổi tiếng với tốc độ và sức bền hiếm có.
Ở Azerbaijan, trò chơi diễn ra trên đồng cỏ, trong điệu nhạc dân gian gọi là Janghi, với hai đội chơi trên lưng ngựa, mỗi đội có năm người. Người chơi và người tập luyện đều là những nông dân khỏe mạnh và cưỡi ngựa giỏi. Họ đội chiếc mũ khan, áo choàng dài ôm người với eo cao và quần, tất và giày đặc biệt. Trận đấu bắt đầu ở trung tâm cánh đồng và người chơi dùng một cái vồ gỗ để đưa quả bóng gỗ hoặc da nhỏ vào gôn của đối phương. Trò chơi nhắc nhớ về gốc gác nền văn hóa du mục gắn với nhận thức về ngựa như một phần không thể thiếu trong cuộc sống hằng ngày. Những luật lệ, kỹ năng và kỹ thuật của trò chơi được truyền từ người chơi giàu kinh nghiệm tới những người mới qua huấn luyện tập thể. Tuy vậy, trò chơi và sự chuyển giao qua thế hệ ngày càng kém bởi lớp thanh niên không còn quan tâm đến trò chơi truyền thống này do quá trình đô thị hóa và di cư, dẫn đến thiếu hụt người luyện, người chơi và cả ngựa Karabakh. 